# Renée Adorée
Renée Adorée, geboren als Jeanne de La Fonte (Rijsel, 30 september 1898 - Tujunga (Californië), 5 oktober 1933) was een Amerikaans actrice, afkomstig uit Frankrijk.

## Biografie
Adorée werd geboren als dochter van circusartiesten. Zelf werd ze ook een circusartiest toen ze vijf jaar oud was. Als tiener acteerde ze in het theater en toerde ze door Europa. Toen de Eerste Wereldoorlog uitbrak, bevond ze zich in Rusland. Ze vluchtte vervolgens naar Londen.
Toen ze vanuit Londen naar New York verhuisde, bleef ze acteren in het theater, totdat ze ook doorbrak in de filmindustrie. In 1920 was ze in haar eerste film, The Strongest, te zien en kreeg ze de artiestennaam Renée Adorée. Vervolgens trouwde ze met acteur Tom Moore op 12 februari 1921. Ze scheidden in 1924.
In 1925 was Adorée in The Big Parade te zien. De film is MGM's grootste succesfilm en wordt door velen ook beschouwd als de beste film uit de tijd van de stomme film. Adorée's transactie naar de geluidsfilm ging succesvol. Ze was tot en met 1930 nog in films te zien.
Toen in eind 1930 bleek dat Adorée tuberculose had, eindigde ze haar carrière in de filmindustrie. Ze maakte wel haar laatste film, Call of the Flesh, af. Hierdoor ging haar gezondheid ernstig achteruit en moest ze twee jaar lang op haar rug liggen. Ze stierf vijf dagen na haar vijfendertigste verjaardag aan de ziekte.

## Filmografie
| - 500 Pounds Reward (1918) - The Strongest (1920) - Made in Heaven (1921) - A Self-Made Man (1922) - West of Chicago (1922) - Honor First (1922) - Monte Cristo (1922) - Mixed Faces (1922) - Daydreams (1922) - The Six-Fifty (1923) - Masters of Women (1923) - Women Who Give (1924) - A Man's Mate (1924) - Defying the Law (1924) - The Bandolero (1924) - Excuse Me (1925) - Man and Maid (1925) - Parisian Nights (1925) - Exchange of Wives (1925) - The Big Parade (1925) - The Blackbird (1926) | - La Bohème (1926) - Exquisite Sinner (1926) - Tin Gods (1926) - Blarney (1926) - The Flaming Forest (1926) - The Show (1927) - Heaven on Earth (1927) - Mr. Wu (1927) - On Ze Boulevard (1927) - Back to God's Country (1927) - A Certain Young Man (1928) - Forbidden Hours (1928) - The Cossacks (1928) - The Michigan Kid (1928) - The Mating Call (1928) - Show People (1928) - The Spieler (1928) - Tide of Empire (1929) - The Pagan (1929) - Redemption (1930) - Call of the Flesh (1930) |

- Biblioteca Nacional de España: XX1498223
- Bibliothèque nationale de France: cb14659537p (data)
- Catàleg d'autoritats de noms i títols de Catalunya: 981058570192506706
- Gemeinsame Normdatei: 1019299991
- International Standard Name Identifier: 0000 0000 2838 3999
- Library of Congress Control Number: n85151894
- Nationale Bibliotheek van Tsjechië: mzk2013754987
- Nationale Bibliotheek van Israël: 987007445360305171
- Nationale Bibliotheek van Polen: a0000003717280
- Nederlandse Thesaurus van Auteursnamen: 141295252
- Istituto Centrale per il Catalogo Unico: RAVV089445
- SNAC: w6b88jh2
- Système universitaire de documentation: 18206090X
- Virtual International Authority File: 19942655
- WorldCat: E39PBJmP97JpDX97MQWfytQpfq